# 碳酸亚铁
碳酸亚铁是一种无机化合物，化学式为FeCO3。

## 制备
碳酸亚铁可以利用水热法，由硫酸亚铁和尿素于160℃在反应釜中反应得到。
硫酸亚铁和碳酸钠的反应亦可得到碳酸亚铁：
FeSO4 + Na2CO3 → FeCO3↓ + Na2SO4

## 化学性质
碳酸亚铁不溶于水，但是在含有二氧化碳的水中溶解度会显著增加，这是因为形成了Fe(HCO3)2：
FeCO3 + CO2 + H2O → Fe(HCO3)2
碳酸亚铁可溶于酸，生成亚铁盐：
FeCO3 + 2 H+ → Fe2+ + H2O + CO2↑
它加热可以分解为氧化亚铁和二氧化碳：
FeCO3 → FeO + CO2↑